# Sender Skive
Der Sender Skive ist eine Sendeanlage im gleichnamigen Ort in Dänemark.
Ursprünglich wurde ein 103,9 Meter hoher, abgespannten Stahlfachwerkmast südlich des Sendegebäudes errichtet. Dieser diente der Übertragung im Mittelwellen-Bereich zur Abdeckung des westlichen und nördlichen Jütland und wurde Anfang Oktober 1951 in Betrieb genommen. Anfänglich wurde auf der Frequenz 1430 kHz das staatliche Radioprogramm mit einer Sendeleistung von 70 kW ausgestrahlt, später kamen FM-Programme dazu. Im Jahr 1979 wurde der Betrieb des Mittelwellensenders eingestellt und der Mast in einen Sendemast für reinen UKW-Rundfunk umgebaut.
Heute werden von diesem Mast die folgenden Programme abgestrahlt:
| Programm    | Frequenz  | ERP     |
| ----------- | --------- | ------- |
| Radio Solo  | 96,2 MHz  | 0,16 kW |
| Radio Alfa  | 101,8 MHz | 0,16 kW |
| Radio Skive | 104 MHz   | 0,5 kW  |